# 斯沃博達 (波洛希區)
47°40′57″N 35°55′12″E / 47.68250°N 35.92000°E
斯沃博達（烏克蘭語：Свобода）是位於烏克蘭東南部的村莊，由扎波羅熱州波洛希區的普雷奧布拉任卡市鎮負責管轄。該村距離希羅凱1公里，面積0.48平方公里，海拔高度130米，2001年人口76。